# Squarcialupi Codex
Kodeks Squarcialupi (izvirno Squarcialupi Codex) je ilustrirani rokopis, ki je nastal v Firencah v začetku 15. stoletja. Je najobširnejši in najpomembnejši vir italijanske glasbe 14. stoletja, imenovane trecento oziroma »italijanska ars nova«.
Vsebuje 216 pergamentnih listov, ki so bogato okrašeni, ilustrirani in v dobrem stanju, tako da so ohranjene vse zapisane skladbe. V kodeksu je 146 skladb Francesca Landinija, 37 Bartolina iz Padove, 36 Niccola iz Perugie, 29 Andrea iz Firenz, 28 Jacopa iz Bologe, 17 Lorenza iz Firenz, 16 Gherardella iz Firenz, 15 Donata iz Cascie, 12 skladb Giovannija iz Cascie, 6 Vincenza iz Riminija in manjše skupine kompozicij drugih skladatljv. Vsebuje še 16 praznih listov, ki so bili namenjeni prepisu skladb Paola iz Firenz (označene so z njegovim imenom in vsebujejo njegov portret). Paolova glasba v času izdelave kodeksa še ni bila pripravljena; skladatelj se je v Firence vrnil šele leta 1409.
Rokopis je bil najverjetneje izdelan med letoma 1410–1415 v florentinskem samostanu Santa Maria degli Angeli. Kodeks je sredi 15. stoletja prešel v last priznanega organista Antonia Squarcialupija, nato ga je podedoval njegov nečak, nato ga je posedoval Giuliano de' Medici, ki ga je v začetku 16. stoletja predal knjižnici Biblioteca Palatina. Konec 18. stoletja ga je prejela Biblioteca Medicea Laurenziana.
Na prvi strani knjige je zapisano: »Lastnik te knjige je Antonio di Bartolomeo Squarcialupi, organist cerkve Santa Maria del Fiore«. Poslikave so narejene v zlati, rdeči, modri in vijoličasti barvi.
Vse skladbe v kodeksu so posvetne glasbene oblike: ballata, madrigal, caccia: skupaj 353 skladb, ki so datirane v obdovje med letoma 1340 in 1415. Druga obsežna zbirka glasbenih del tega obdobja je Rossi Codex (izdelan med letoma 1350 in 1370), vsebuje pa zgodnejšo glasbo.